# Hospital Nacional Cayetano Heredia
El Hospital Nacional Cayetano Heredia es un centro hospitalario público peruano situado en Lima y administrado por el Ministerio de Salud del Perú (Minsa). Además de sus actividades asistenciales, ejerce funciones docentes y de investigación, en relación con la Universidad Peruana Cayetano Heredia. Actualmente es reconocido como un hospital líder en el Perú, por su aporte en tecnología, generación de programas de salud y formación de profesionales y técnicos.

## Historia
El hospital fue creado en julio de 1968, durante el primer gobierno de Fernando Belaúnde, con  el nombre de Hospital Centro de Salud del Rímac. Fue construido y equipado por el Fondo Nacional de Salud y Bienestar Social, en ejecución del plan bienal de obras de salud.
Además de sus funciones asistenciales, fue concebido como un centro docente anexo a la Universidad Peruana Cayetano Heredia, mediante convenio firmado entre el Ministerio de Salud y dicha universidad.

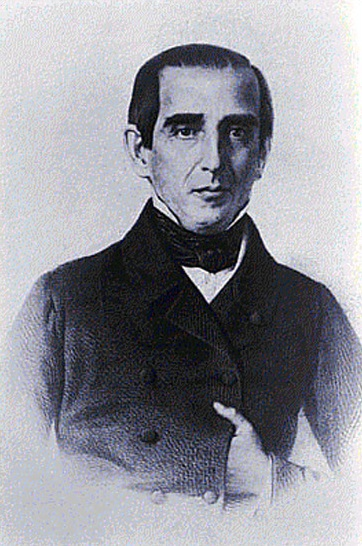
Cayetano Heredia (1797-1861), médico y maestro peruano.

En 1969 abrió sus puertas para dar atención al público. Fue incluido como organismo base del Área Hospitalaria N.º 1, que comprendía quince centros de salud, repartidos en siete distritos, situados en la margen derecha del río Rímac (Cono Norte), que daban cobertura asistencial a una población superior al medio millón de personas. Actualmente su área de influencia abarca a tres millones de habitantes.
Su primer director fue el doctor Carlos López Oré, médico especialista en administración hospitalaria.
En 1975 adoptó el nombre de Cayetano Heredia, en homenaje al médico y educador peruano fundador de la Facultad de Medicina de San Fernando.
En 1971, se creó el Programa de Control de Tuberculosis, que luego sirvió de modelo al programa que aplicado a todo el país.
En 1977 se inauguró la Unidad de Enfermedades Infectocontagiosas y Tropicales.
En 1981 se creó la Clínica de Diabetes y se hicieron los primeros estudios epidemiológicos sobre dicho mal en el Perú. En 1991, durante la epidemia de cólera en el Perú, un grupo de médicos del hospital descubrió una solución polielectrolítica (suero), que redujo enormemente la mortalidad ocasionada por ese mal.
En 2017 se inauguró un edificio de Servicio de Cuidados Intensivos Generales, que consta de tres niveles.

## Organización

### Departamentos
- Departamento de Consulta Externa
- Departamento de Medicina.
- Departamento de Enfermedades Infecciosas, Tropicales y Dermatológicas
- Departamento de Cirugía.
- Departamento de Pediatría.
- Departamento de Gineco-Obstetricia.
- Departamento de Odontoestomatología.
- Departamento de Medicina Física y Rehabilitación.
- Departamento de Enfermería.
- Departamento de Emergencia y Cuidados Críticos.
- Departamento de Anestesiología y Centro Quirúrgico.
- Departamento de Patología Clínica y Anatomía Patológica
- Departamento de Diagnóstico por Imágenes.
- Departamento de Nutrición y Dietética.
- Departamento de Servicio Social.
- Departamento de Psicología.
- Departamento de Farmacia.